# Hanoi FC
Hà Nội T&T – wietnamski klub piłkarski z siedzibą w Hanoi. Swoje mecze rozgrywa na stadionie Hàng Đẫy. W V.League 1, najwyższej klasie rozgrywkowej w Wietnamie, zadebiutował w sezonie 2009. 

## Sukcesy
- mistrzostwo Wietnamu: 2010, 2013, 2016, 2018, 2019, 2022
- Wicemistrzostwo Wietnamu: 2011, 2012, 2014, 2015
- Puchar Wietnamu: 2019
- Finalista pucharu Wietnamu: 2012, 2015, 2016
- Triumf w superpucharze Wietnamu: 2010
- Finalista superpucharu Wietnamu: 2014